# Брянськ-Орловський
Брянськ-Орловський (Брянськ I) — вузлова залізнична станція 1-го класу  Московської залізниці, Московської регіональної дирекції залізничних вокзалів Брянського відділення, основний пасажирський залізничний вокзал Брянська, у Володарському районі міста.

## Історія

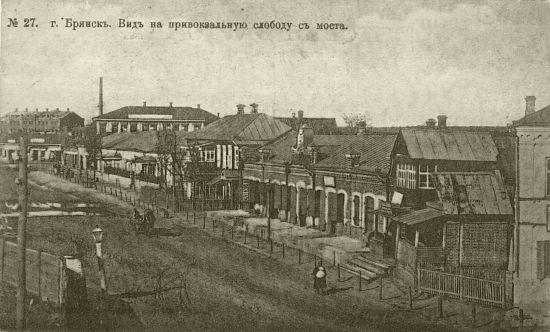
Брянськ, Привокзальна слобода (1908—1910)

Станція відкрита 5 грудня 1868 року. До 1917 року станція мала назву Брянськ-Ризько-Орловський (відтоді і до 1930 року — Брянськ-Пасажирський, з 1930 року — Брянськ-Орловський.
На будівлі вокзалу встановлена меморіальна дошка на честь російського промисловця Петра Губоніна, який брав участь у будівництві залізниці Орел — Брянськ — Смоленськ — Вітебськ.

## Вокзал
Будівля вокзалу станції Брянськ-Орловський складається з двох великих частин: старої будівлі (побудована в 1952 році, архітектор В. Ф. Скаржинський, головний архітектор Олексій Душкін) та нової будівлі (побудована в 1981 році, архітектор Я. В. Шамрай).
У новій будівлі розташовані квиткові каси на поїзди далекого сполучення, довідкове бюро, кафе, кімнати відпочинку, адміністрація та службові приміщення вокзалу. Просторий касовий зал оформлений величезним вітражем і декоративним панно-мапою на залізничну тематику.

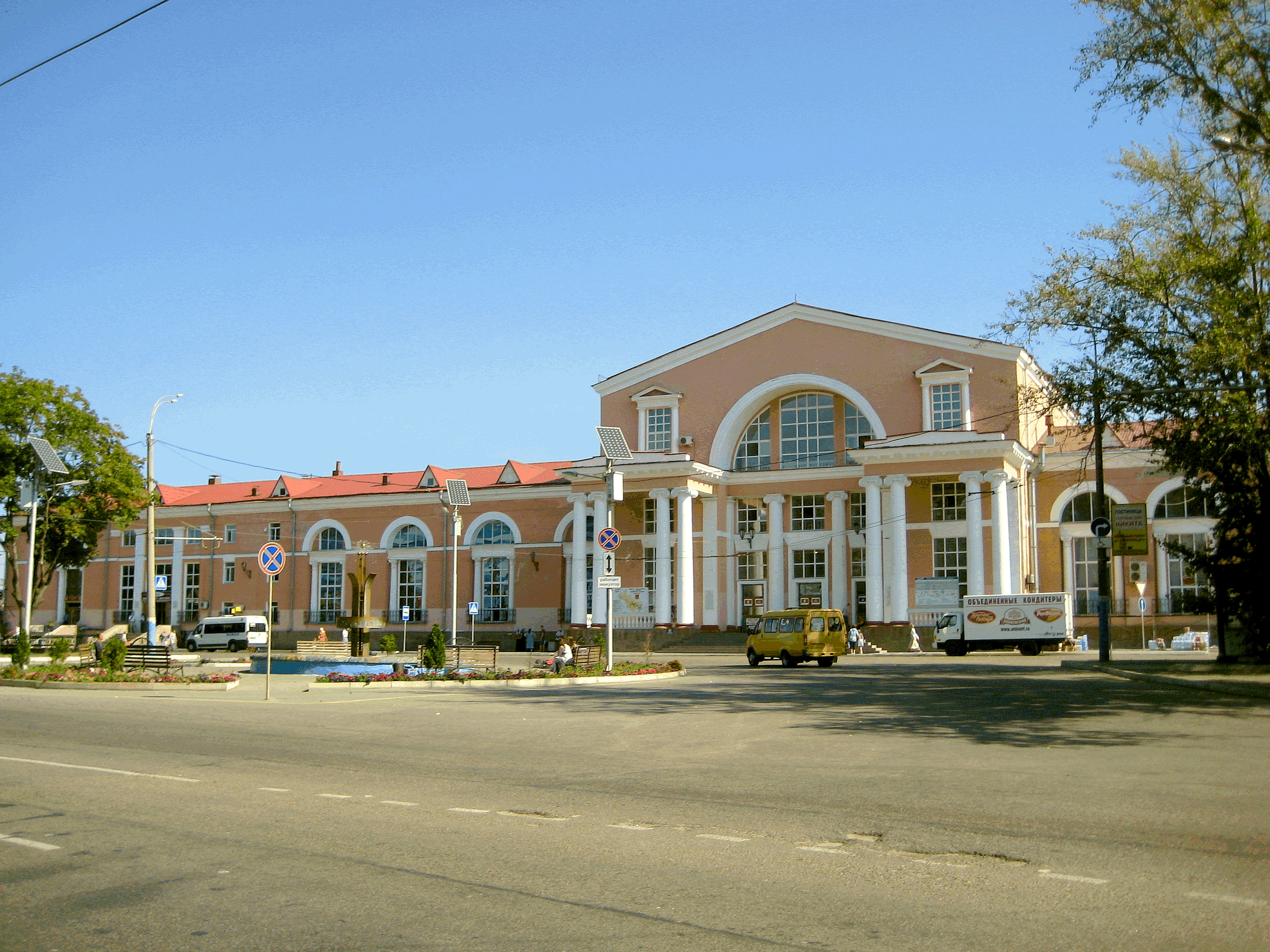
Стара будівля вокзалу

Стара будівля, в свою чергу, поділяється на кілька частин:
- Центральний вестибюль. Сюди веде головний вхід в будівлю вокзалу з міста. У холі розташовані розклади поїздів далекого сполучення, електронне табло з часом відправлення/прибуття поїздів, відділення зв'язку, крамниці, підприємства обслуговування.

Навпроти виходу в місто знаходиться вхід до підземного переходу, а по його боках — два виходи на платформу № 1 (нині закриті).
- Зал чекання — єдине діюче приміщення, яке нещодавно відремонтовано, встановлені нові сидіння. Тема оформлення залу — історія регіону. Забарвлення однієї стіни виконана на тему міста Брянська, на протилежній зображена карта Брянщини, герби старовинних міст Брянщини (Сєвськ, Трубчевськ і т. д.). Вікна-вітражі оформлені на тему храмів Брянська.
- Зал чекання старої будівлі вокзалу — не діючий. Єдине приміщення старої частини вокзалу, що не має склопакетів — залишені старі дерев'яні вікна, старі сидіння. Доступу для пасажирів немає.
- Касовий зал приміського сполучення. Має вихід на платформу № 1, вхід до підземного переходу. Раніше мав вихід на  привокзальну площу (нині — закритий).

7 вересня 2023 року, вранці, внаслідок атаки невідомими БпЛА частково пошкоджене скління будівлі залізничного вокзалу станції Брянськ-Орловський, привокзальна площа та декілька автомобілів. За інформацією ЗМІ, на час слідчих дій рух поїздів був тимчасово призупинений, будівля вокзалу була тимчасово зачинена, а околиці огороджені..

### Підземні переходи
Підземні переходи побудовані в 1954 році та сполучають між собою всі приміщення вокзалу з платформи № 2, 3, 4. У переході знаходяться камери схову й декілька крамниць.

### Перехідний міст
Для потреб пасажирів пішохідний перехідний міст малопридатний, так як сполучає безпосередньо Привокзальну площу з житловою частиною Володарського району і має лише два проміжних виходи — до платформи № 3 та № 7.

## Платформи

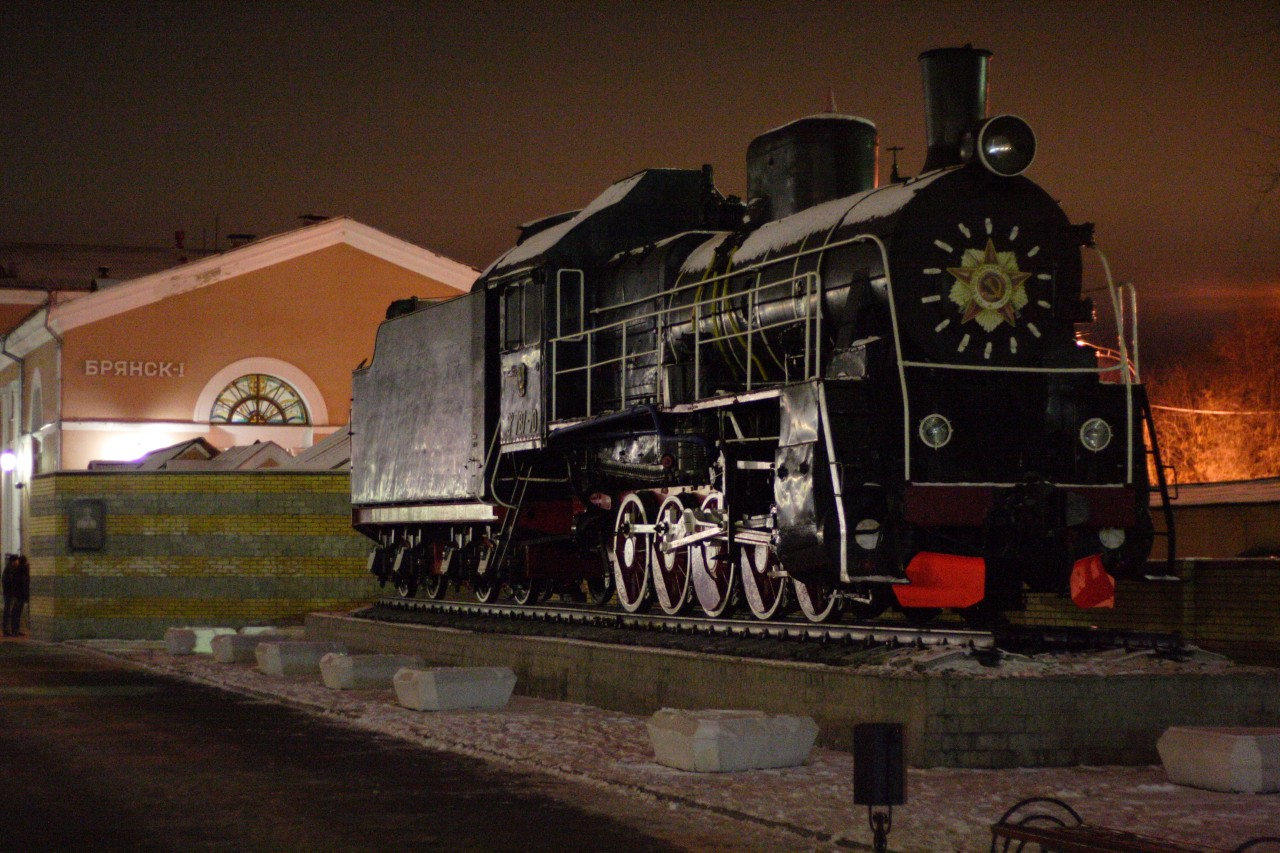
Паровоз-пам'ятник Ер-787-70

На території станції Брянськ-Орловський розташовано 7 платформ. Примикає до будівлі вокзалу платформа № 1 — висока і найбільш примітна з усіх: на ній розташований паровоз-пам'ятник Ер-787-70, семафор та водорозбірна колонка, що були встановлені з нагоди 60-річчя Перемоги.

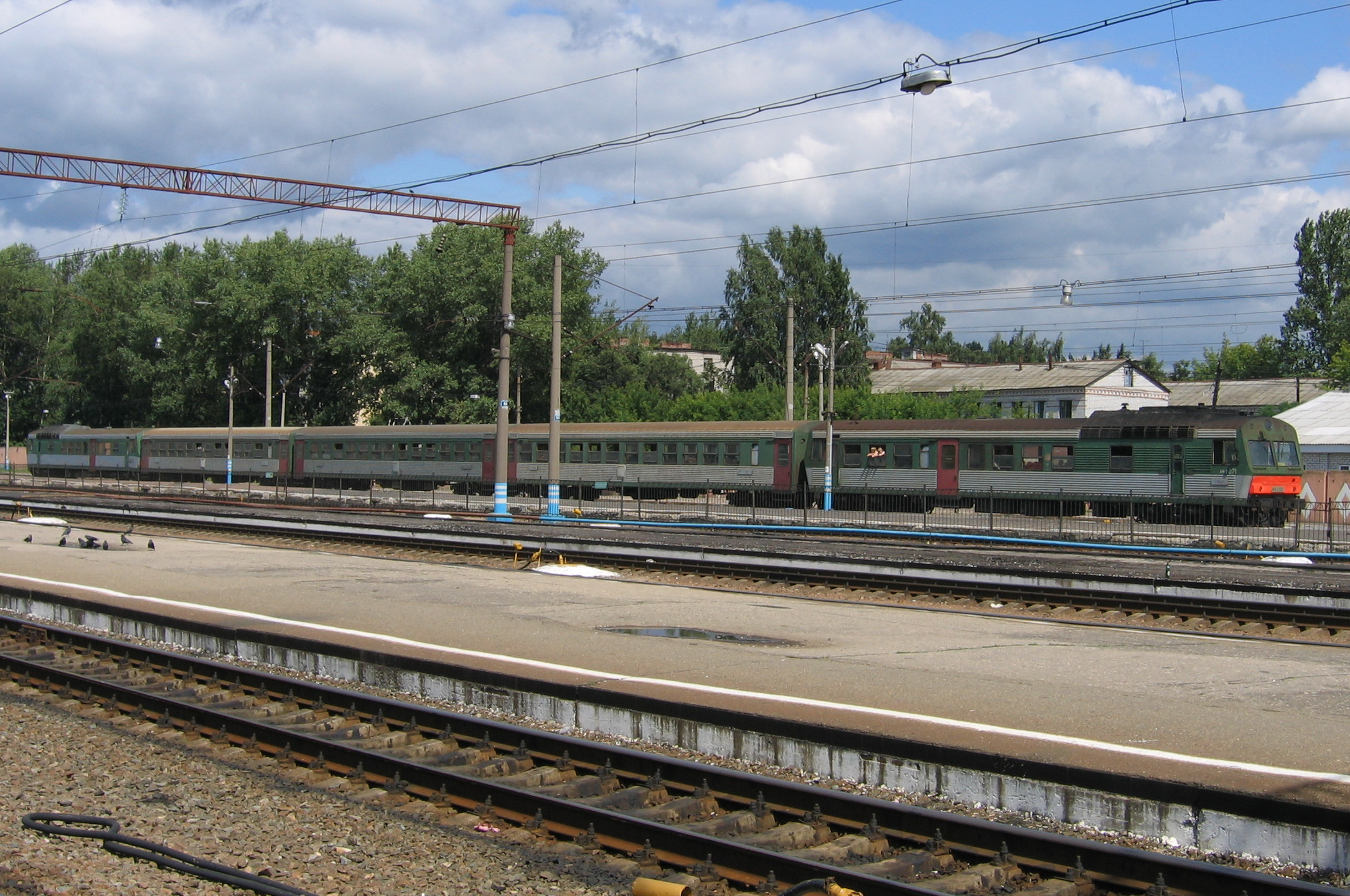
П'ятивагонний дизель-поїзд АЧ2/АПЧ2

Решта платформ низькі. До платформ № 2, 3, 4 веде підземний перехід з будівлі вокзалу, до платформ № 5, 6, 7 перехід здійснюється по настилу. До платформ № 3 та № 7 є спуски з перехідного моста. Платформи № 6 та 7 розташовані в огородженій зоні митного контролю: для багатьох поїздів міжнародного сполучення станція Брянськ-Орловський була першою (або останньою) зупинкою в Росії, а їхній митний огляд проводився брянськими митниками.
22 липня 2020 року факт неналежного утримання пасажирських платформ залізничного вокзалу встановила Брянська транспортна прокуратура. Асфальтове покриття мало численні вибоїни, тріщини, порушення цілісності. Вимоги органу нагляду Володарський суд Брянська до ВАТ «Російські залізниці» задовольнив в повному обсязі.

## Колійний розвиток
Вокзал знаходиться в стороні від головного ходу Москва — Київ, яким прямують переважна більшість вантажних поїздів, що проходять через Брянськ. Пасажирські поїзди, щоб потрапити на вокзал, відхиляються від магістралі, на що витрачається зайвий час. Можливі два варіанти заїзду на станцію Брянськ-Орловський з боку Москви: через Брянськ-Північний і Мальцевську (цією лінією прямують майже всі поїзди, зміна напрямку руху не потрібна) або через Чернець і Полпінську (коротший шлях, але для продовження прямування в бік Києва потрібна зміна напрямку руху); так курсують лише деякі поїзди, для яких Брянськ є кінцевою станцією, зокрема фірмовий пасажирський поїзд  «Іван Парістий» № 99/100 сполученням Москва — Брянськ.

## Пасажирське сполучення
Вокзал станції Брянськ-Орловський обслуговує пасажирів у приміському та далекому сполученні. 

## Галерея

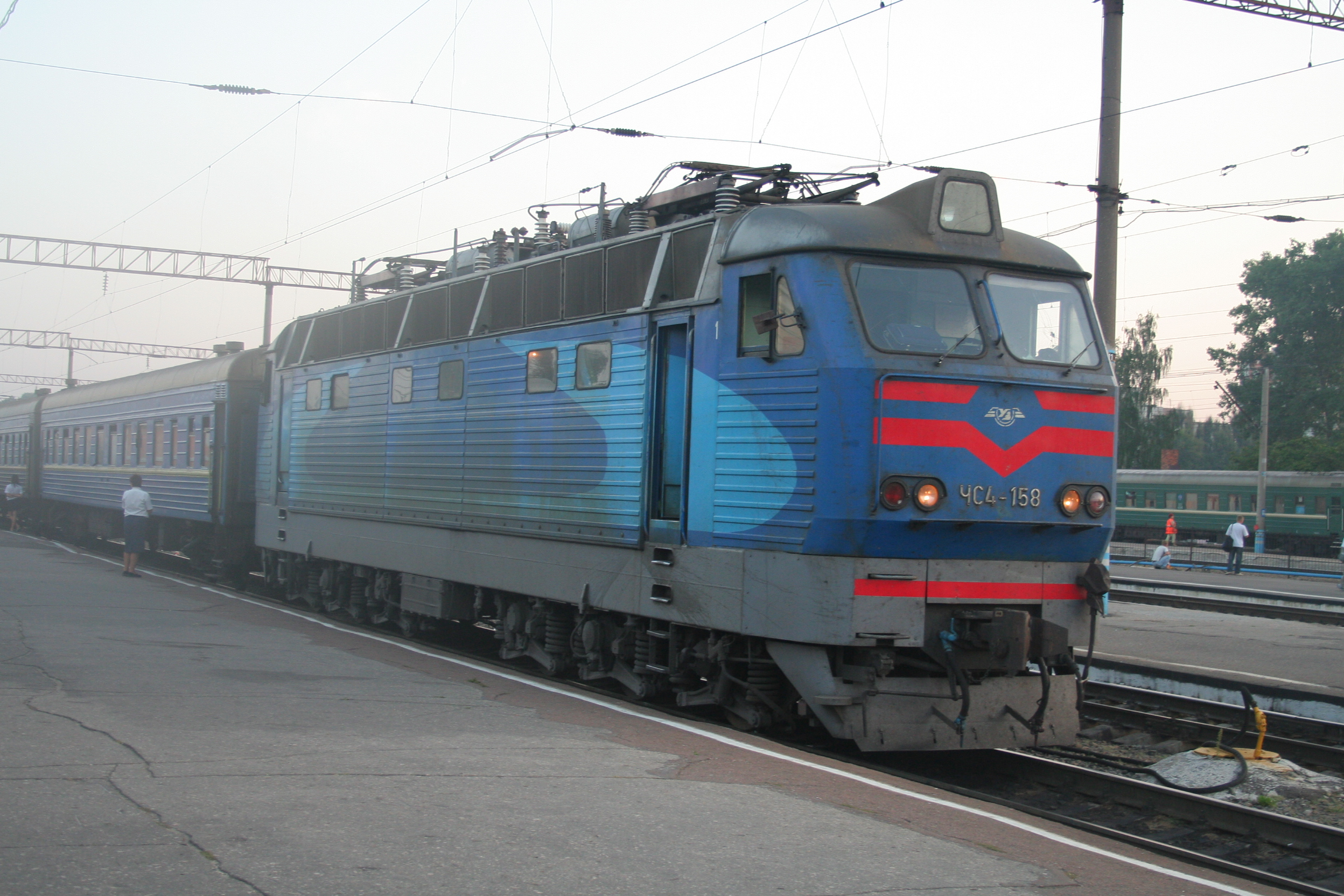
ЧС4-158 з поїздом «Одеса»
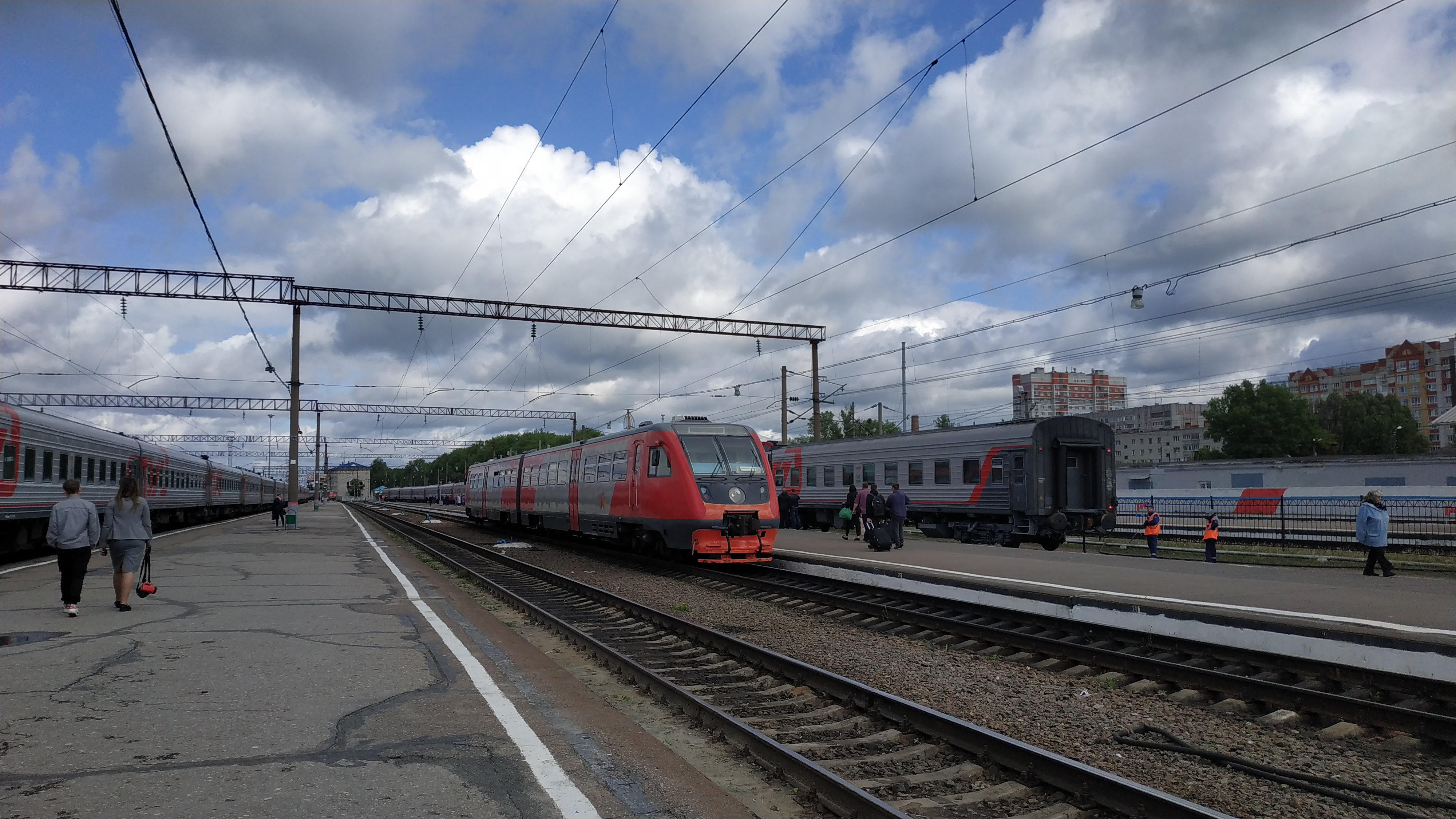
РА2-067
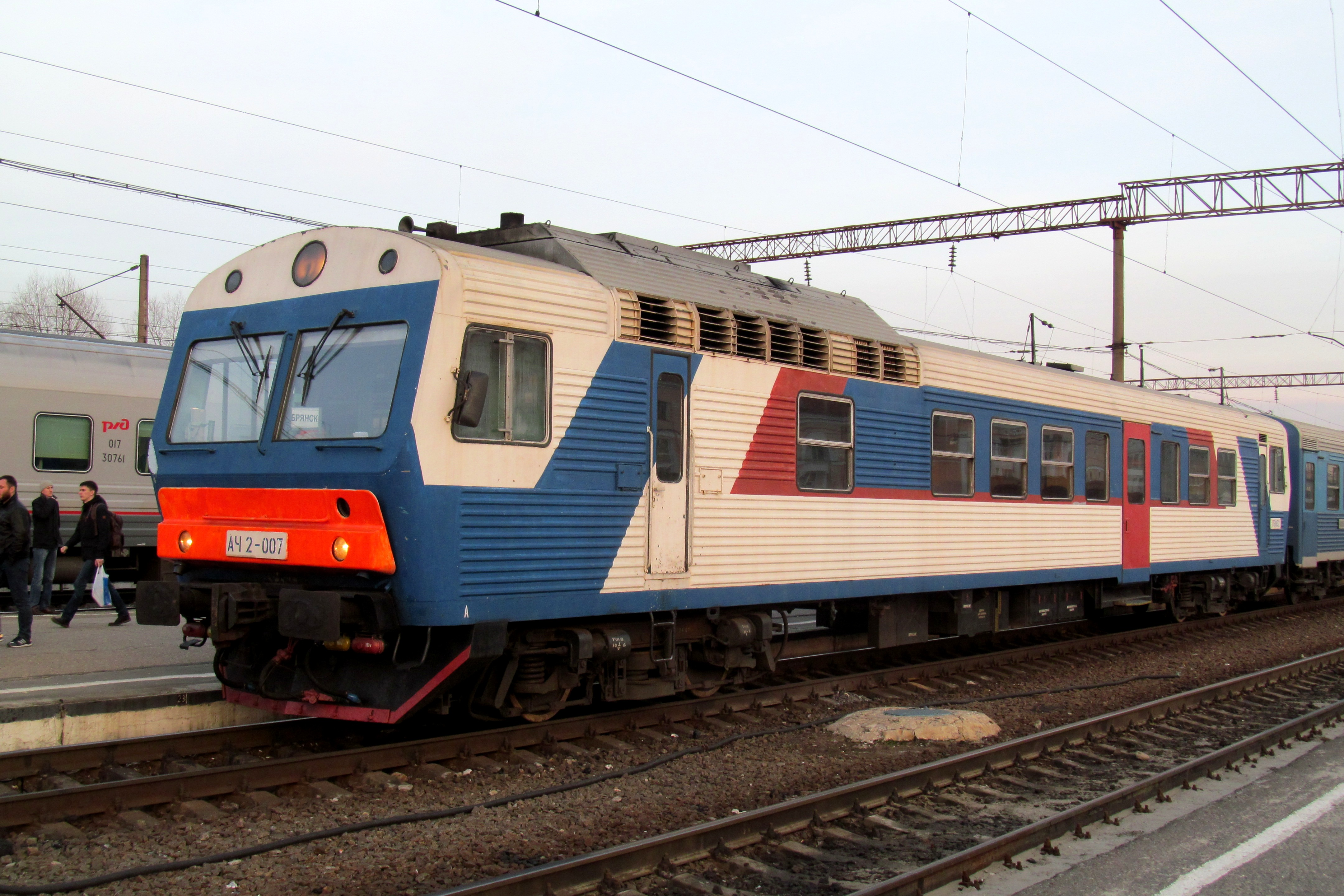
Автомотриса АЧ2-007
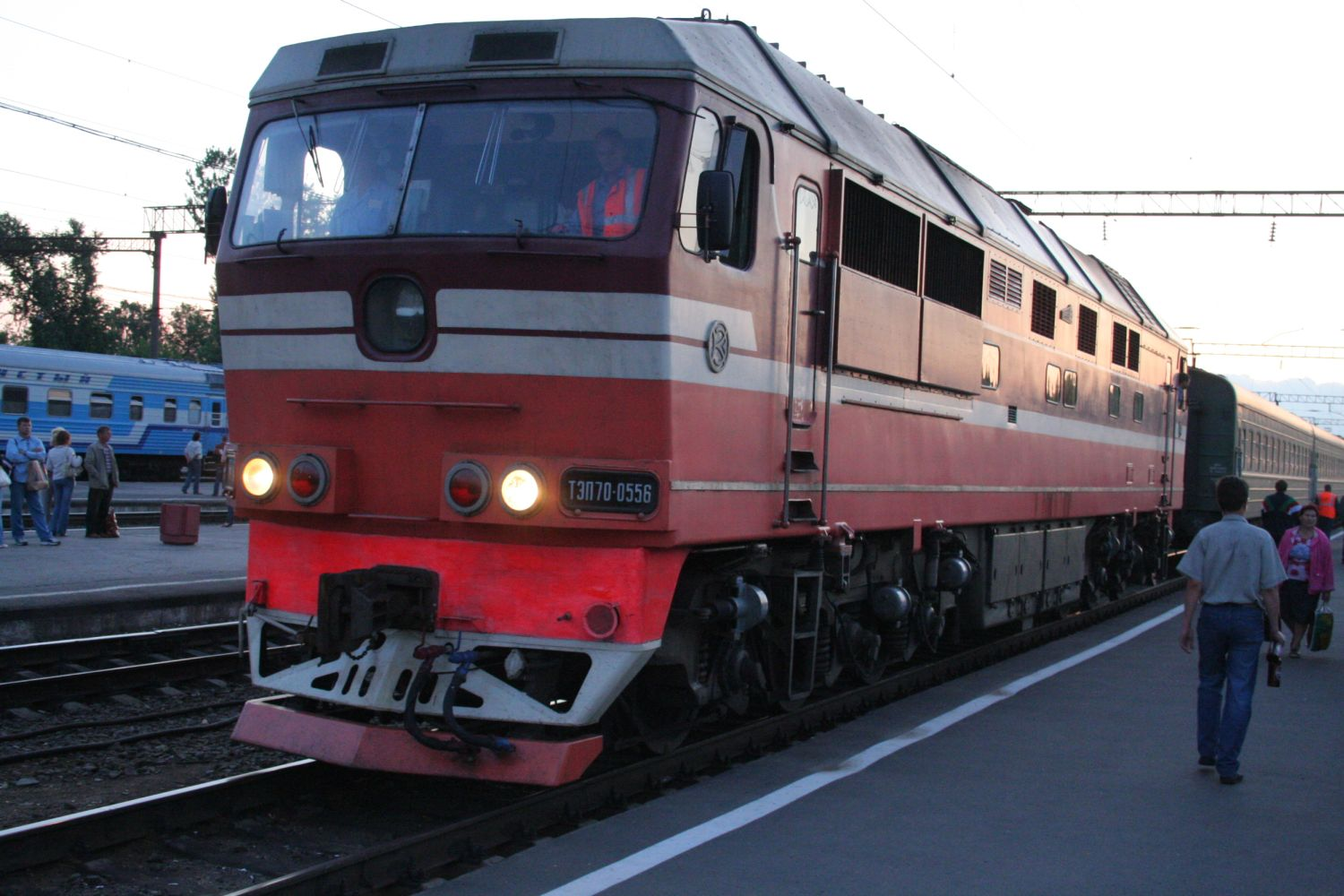
Дизельний локомотив ТЕП70-0556
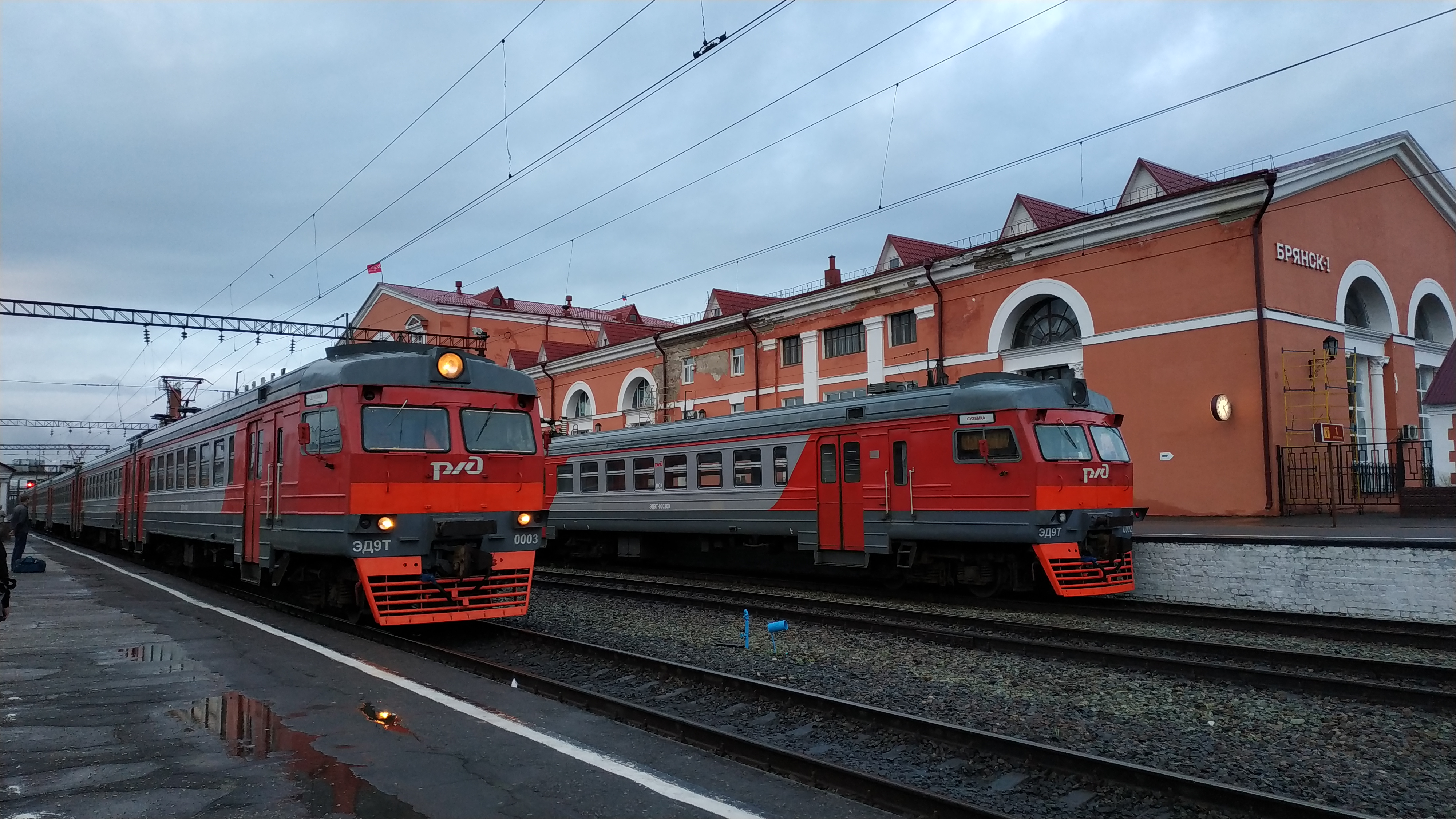
Приміські поїзди ЕД9Т на станції